# یواس‌اس ال-۱۱ (اس‌اس-۵۱)
یواس‌اس ال-۱۱ (اس‌اس-۵۱) (به انگلیسی: USS L-11 (SS-51)) یک زیردریایی بود که طول آن ۱۶۷ فوت ۵ اینچ (۵۱٫۰۳ متر) بود. این زیردریایی در سال ۱۹۱۶ ساخته شد.